# Duchi di Curlandia e Semigallia
Di seguito sono elencati i sovrani del ducato di Curlandia e Semigallia, territorio corrispondente all'incirca alla moderna Lettonia, dalla sua fondazione nel 1561 al suo dissolvimento e conseguente annessione all'impero russo nel 1795.

## Sovrani del Ducato di Curlandia

### Duchi di Curlandia e Semigallia
Kettler (1561-1596) 
| Nome      | Ritratto | Data di nascita  | Regno            | Regno          | Matrimoni                                       | Note e titoli                                                                           |
| Nome      | Ritratto | Data di nascita  | Inizio           | Fine           | Matrimoni                                       | Note e titoli                                                                           |
| --------- | -------- | ---------------- | ---------------- | -------------- | ----------------------------------------------- | --------------------------------------------------------------------------------------- |
| Gottardo  |          | 2 febbraio 1517  | 28 novembre 1561 | 17 maggio 1587 | Anna di Meclemburgo due figli e una figlia      | Ultimo gran maestro dell'Ordine Livoniano e primo duca di Curlandia e Semigallia.       |
| Federico  |          | 25 novembre 1569 | 17 maggio 1587   | 1596           | Elisabetta Maddalena di Pomerania nessun figlio | Figlio di Gottardo, regnò congiuntamente al fratello Guglielmo anch'egli nominato duca. |
| Guglielmo |          | 20 luglio 1574   | 17 maggio 1587   | 1596           | Sofia di Prussia un figlio                      | Figlio di Gottardo, regnò congiuntamente al fratello Federico, anch'egli nominato duca. |

Nel 1596, secondo le volontà di Gottardo Kettler la Curlandia e la Semigallia vennero divisi in due ducati indipendenti.

### Duchi di Curlandia
Kettler (1596-1617) 
| Nome      | Ritratto | Data di nascita | Regno  | Regno | Matrimoni                  | Note e titoli                                     |
| Nome      | Ritratto | Data di nascita | Inizio | Fine  | Matrimoni                  | Note e titoli                                     |
| --------- | -------- | --------------- | ------ | ----- | -------------------------- | ------------------------------------------------- |
| Guglielmo |          | 20 luglio 1574  | 1596   | 1617  | Sofia di Prussia un figlio | Privato del titolo e bandito dal ducato nel 1617. |

### Duchi di Semigallia
Kettler (1596-1618) 
| Nome     | Ritratto | Data di nascita  | Regno  | Regno | Matrimoni                                       | Note e titoli |
| Nome     | Ritratto | Data di nascita  | Inizio | Fine  | Matrimoni                                       | Note e titoli |
| -------- | -------- | ---------------- | ------ | ----- | ----------------------------------------------- | ------------- |
| Federico |          | 25 novembre 1569 | 1596   | 1618  | Elisabetta Maddalena di Pomerania nessun figlio |               |

Nel 1618 Federico Kettler riunì nuovamente i due stati a seguito della sua elezione come unico duca di Curlandia e Semigallia da parte dell'assemblea regionale curlandese riunitasi presso il castello di Schrunden.

### Duchi di Curlandia e Semigallia
Kettler (1618-1711) 
| Nome               | Ritratto | Data di nascita  | Regno           | Regno           | Matrimoni                                                                                                  | Note e titoli                |
| Nome               | Ritratto | Data di nascita  | Inizio          | Fine            | Matrimoni                                                                                                  | Note e titoli                |
| ------------------ | -------- | ---------------- | --------------- | --------------- | --- | ---------------------------- |
| Federico           |          | 25 novembre 1569 | 1618            | 17 agosto 1642  | Elisabetta Maddalena di Pomerania nessun figlio                                                            |                              |
| Giacomo            |          | 28 ottobre 1610  | 17 agosto 1642  | 1º gennaio 1682 | Luisa Carlotta di Brandeburgo cinque figli e quattro figlie                                                | Figlio di Guglielmo Kettler. |
| Federico Casimiro  |          | 6 luglio 1650    | 1º gennaio 1682 | 22 gennaio 1698 | (1) Sofia Amalia di Nassau-Siegen un figlio e quattro figlie (2) Elisabetta Sofia di Brandeburgo due figli | Figlio di Giacomo.           |
| Federico Guglielmo |          | 19 luglio 1692   | 22 gennaio 1698 | 21 gennaio 1711 | Anna Ivanovna di Russia nessun figlio                                                                      | Figlio di Federico Casimiro. |

 Romanov (1711-1726) 
| Nome | Ritratto | Data di nascita | Regno           | Regno | Matrimoni                                     | Note e titoli                                                         |
| Nome | Ritratto | Data di nascita | Inizio          | Fine  | Matrimoni                                     | Note e titoli                                                         |
| ---- | -------- | --------------- | --------------- | ----- | --------------------------------------------- | --------------------------------------------------------------------- |
| Anna |          | 7 febbraio 1693 | 21 gennaio 1711 | 1726  | Federico Guglielmo di Curlandia nessun figlio | Vedova di Federico Guglielmo, regnò con il titolo di duchessa vedova. |

 Wettin (1726-1727) 
| Nome             | Ritratto | Data di nascita | Regno  | Regno | Matrimoni                                          | Note e titoli |
| Nome             | Ritratto | Data di nascita | Inizio | Fine  | Matrimoni                                          | Note e titoli |
| ---------------- | -------- | --------------- | ------ | ----- | -------------------------------------------------- | --- |
| Ermanno Maurizio |          | 28 ottobre 1696 | 1726   | 1727  | Johanna Viktoria von Loeben un figlio e una figlia | Eletto duca nel 1726 dai notabili di Curlandia su pressione della duchessa vedova Anna, rinunciò al titolo ad un anno dalla nomina. |

 Romanov (1727-1730) 
| Nome | Ritratto | Data di nascita | Regno  | Regno           | Matrimoni                                     | Note e titoli                                                                         |
| Nome | Ritratto | Data di nascita | Inizio | Fine            | Matrimoni                                     | Note e titoli                                                                         |
| ---- | -------- | --------------- | ------ | --------------- | --------------------------------------------- | ------------------------------------------------------------------------------------- |
| Anna |          | 7 febbraio 1693 | 1727   | 30 gennaio 1730 | Federico Guglielmo di Curlandia nessun figlio | Ripristinata sul trono di Curlandia dopo la rinuncia di Ermanno Maurizio di Sassonia. |

 Kettler (1730-1737) 
| Nome       | Ritratto | Data di nascita | Regno           | Regno         | Matrimoni                                                | Note e titoli |
| Nome       | Ritratto | Data di nascita | Inizio          | Fine          | Matrimoni                                                | Note e titoli |
| ---------- | -------- | --------------- | --------------- | ------------- | -------------------------------------------------------- | --- |
| Ferdinando |          | 1 novembre 1655 | 30 gennaio 1730 | 4 maggio 1737 | Giovanna Maddalena di Sassonia-Weissenfels nessun figlio | Zio di Federico Guglielmo. Venne proclamato duca a seguito della salita al trono della duchessa vedova Anna come imperatrice di Russia. Alla sua morte si estinse la dinastia dei Kettler. |

 Biron (1737-1740) 
| Nome             | Ritratto | Data di nascita  | Regno          | Regno            | Matrimoni                                                          | Note e titoli                                                                                                   |
| Nome             | Ritratto | Data di nascita  | Inizio         | Fine             | Matrimoni                                                          | Note e titoli                                                                                                   |
| ---------------- | -------- | ---------------- | -------------- | ---------------- | ------------------------------------------------------------------ | --- |
| Ernesto Giovanni |          | 23 novembre 1690 | 22 giugno 1737 | 19 novembre 1740 | Benigna Gottlieb von Trotha genannt Treyden due figli e una figlia | Consigliere ed amante dell'imperatrice Anna di Russia la quale obbligò i notabili curlandesi ad eleggerlo duca. |

 Brunswick-Lüneburg (1741) 
| Nome          | Ritratto | Data di nascita   | Regno          | Regno           | Matrimoni | Note e titoli |
| Nome          | Ritratto | Data di nascita   | Inizio         | Fine            | Matrimoni | Note e titoli |
| ------------- | -------- | ----------------- | -------------- | --------------- | --------- | --- |
| Luigi Ernesto |          | 25 settembre 1718 | 27 giugno 1741 | 6 dicembre 1741 | -         | Eletto duca grazie all'appoggio di sua cugina, l'imperatrice Maria Teresa d'Austria, dopo la deposizione di Ernesto Giovanni Biron. |

Dal 1741 al 1758 il ducato venne messo sotto il diretto controllo del Consiglio di Stato dell'impero russo. Christoph Friedrich von Sacken-Appricken governò la Curlandia e la Semigallia in qualità di reggente.
 Wettin (1758-1763) 
| Nome  | Ritratto | Data di nascita | Regno            | Regno          | Matrimoni                                  | Note e titoli |
| Nome  | Ritratto | Data di nascita | Inizio           | Fine           | Matrimoni                                  | Note e titoli |
| ----- | -------- | --------------- | ---------------- | -------------- | ------------------------------------------ | --- |
| Carlo |          | 13 luglio 1733  | 10 novembre 1758 | 22 giugno 1763 | Franciszka von Corvin-Krasińska una figlia | Eletto duca nel 1758 grazie all'appoggio del padre, re di Polonia ed elettore di Sassonia. Abdicò dopo l'invasione del ducato da parte delle truppe russe. |

 Biron (1763-1796) 
| Nome             | Ritratto | Data di nascita  | Regno            | Regno            | Matrimoni | Note e titoli                                                        |
| Nome             | Ritratto | Data di nascita  | Inizio           | Fine             | Matrimoni | Note e titoli                                                        |
| ---------------- | -------- | ---------------- | ---------------- | ---------------- | --- | -------------------------------------------------------------------- |
| Ernesto Giovanni |          | 23 novembre 1690 | 22 giugno 1763   | 25 novembre 1769 | Benigna Gottlieb von Trotha genannt Treyden due figli e una figlia                                                                  | Riportato sul trono dall'imperatrice Caterina II di Russia.          |
| Pietro           |          | 15 febbraio 1724 | 25 novembre 1769 | 28 marzo 1795    | (1) Carolina di Waldeck e Pyrmont nessun figlio (2) Evdokija Borisovna Jusupova nessun figlio (3) Dorothea von Medem quattro figlie | Figlio di Ernesto Giovanni ed ultimo duca di Curlandia e Semigallia. |

Il 28 marzo 1795, a seguito della  terza spartizione della Polonia, il duca Pietro Biron abdicò ed i territori di Curlandia e Semigallia vennero annessi all'impero russo.